# مارتین کاسرس
خوزه مارتین کاسرس سیلوا (اسپانیایی: José Martín Cáceres Silva‎؛ زادهٔ ۷ آوریل ۱۹۸۷) بازیکن فوتبال اهل اروگوئه است. او هم‌اینک در نقش مدافع در ال‌ای گلکسی در لیگ برتر فوتبال آمریکا بازی می‌کند.